# Bridge River Vent
Der Bridge River Vent ist ein 1524 m hoher Vulkankrater im Südwesten der kanadischen Provinz British Columbia.

## Geographie
Der Bridge River Vent liegt in den Pacific Ranges der Coast Mountains. Er liegt 51 km westlich von Bralorne an der Nordostflanke des Mount-Meager-Massivs sowie an der steilen Nordwand des Plinth Peak, eines 2677 m hohen Vulkans, der den nördlichen Teil des Meager-Massivs ausmacht. Der Schlot erhebt sich über die westliche Schulter des Pemberton Valley und repräsentiert das nördlichste Objekt des Mount-Meager-Massivs.
Das Meager-Massiv besteht aus mindestens acht Vulkanschloten, von denen der Bridge River Vent der jüngste ist. Er ist der einzige Schlot des Massivs, der in den letzten 10.000 Jahren vulkanische Aktivität zeigte und einer der wenigen Schlote im Garibaldi-Vulkangürtel, der seit Ende der letzten Eiszeit ausbrach. Der Krater besteht aus einer schalenförmigen Senke, die von Gletschereis und vulkanischem Schutt überlagert wird, welch letzteren die vulkanische Aktivität abgelagert hat. Seine eingestürzte nördliche Wand bildete das Tor für Lava- und Aschen-Flüsse, welche sich die Berghänge hinunter in das nahegelegene Pemberton Valley bewegten.

## Ausbruchsgeschichte

### Hintergrund
Die vulkanische Aktivität des Mount-Meager-Massivs hat ihre Ursache in der Subduktion der Juan-de-Fuca-Platte unter die Nordamerikanische Platte an der Cascadia-Subduktionszone. Diese ist eine 1094 km lange Verwerfungszone, die unterseeisch 80 km vor dem Pazifischen Nordwesten von Nordkalifornien bis zum südwestlichen British Columbia verläuft. Die Platten bewegen sich mit einer relativen Geschwindigkeit von mehr als 10 mm pro Jahr im schiefen Winkel aneinander vorbei. Aufgrund des sehr großen Gebiets der Verwerfung kann die Cascadia-Subduktionszone sehr schwere Erdbeben mit einer Magnitude von 7,0 oder größer erzeugen. Die Schnittstelle zwischen der Juan-de-Fuca- und der Nordamerikanischen Platte bleibt für Zeiträume von etwa 500 Jahren blockiert. Während dieser Phasen bauen sich an der Schnittstelle Spannungen zwischen den Platten auf; außerdem führt das zu einer Hebung an der Grenze der Nordamerikanischen Platte. Wenn die Platte schließlich weiterrutscht, wird die in 500 Jahren aufgestaute Energie in einem gewaltigen Erdbeben freigesetzt.

### Bridge-River-Eruption

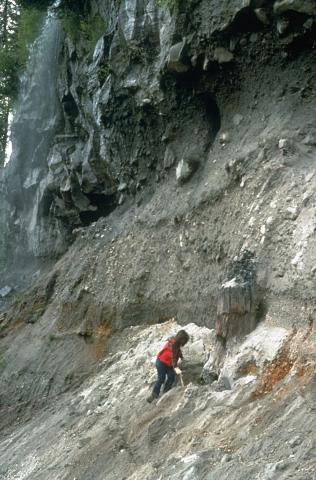
Ein Geologe neben einem Baumstumpf, der durch einen Ascheniederschlag und danach durch eine Glutlawine der Bridge-River-Schlot-Eruption vor etwa 2.400 Jahren verschüttet wurde

Der Bridge River Vent wurde am Beginn einer Phase vulkanischer Aktivität vor etwa 2350 Jahren gebildet, die eine lange Phase der Ruhe am Mount-Meager-Massiv beendete. Im Kern war das Bridge-River-Ereignis von seiner Natur her explosiv und schwankte zwischen plinianischer und peléanischer Aktivität. Es handelt sich um eine der jüngsten Eruptionen im Garibaldi-Vulkangürtel und die größte bekannte Ejektion im heutigen Kanada in den letzten 10.000 Jahren. Sie hatte Ähnlichkeit mit dem Ausbruch des Mount St. Helens 1980 im US-Bundesstaat Washington und der andauernden Eruption von Soufrière Hills auf der Insel Montserrat in der Karibik. Die Eruption hatte ungefähr einen VEI von 5, wozu eine Serie eruptiver Episoden gehörte, die eine Vielzahl vulkanischer Ablagerungen hinterließ. Sie sind in Abschnitten von Klippen entlang des 209 km langen Lillooet River an der Oberfläche zu sehen und gehören zur Pebble-Creek-Formation.

#### Plinianische Phase
Zu Beginn des Ausbruchs baute sich eine riesige Plinianische Säule über dem Bridge River Vent auf, und der schalenförmige vulkanische Krater entstand. Dieser explosiven Eruption könnte der Einsturz eines älteren Lavadoms vorausgegangen sein, welcher aus einer dicken Schicht zusammengeschweißter vitrophyrischer Brekzie bestand. Die Plinianische Säule wird auf eine Höhe von 15 bis 17 km geschätzt. Ihre Höhe wurde berechnet, indem die Größe und Dichte stabiler Bims-Fragmente in mehreren Abständen vom Schlot verglichen wurden. Die Eruptionssäule war jedoch wahrscheinlich höher als die geschätzten Daten nahelegen, weil diese nicht die höchsten Abschnitte der Säule erfassten. Während dieses Ausbruchs wurde Tephra bis in die Stratosphäre geschleudert, und Teile der pilzförmigen Säule kollabierten, sodass nahegelegene Gebiete durch pyroklastische Fallablagerungen zerstört und Tephra an den steilen Flanken des Meager abgelagert wurden. Die Ablagerung eines pyroklastischen Ausfalls von bis zu 80 m Dicke besteht großenteils aus hellgrauen Bimsbrocken, die zwischen einem und fünfzig Zentimetern Durchmesser aufweisen. Etwa 1–5 % der Bimsbrocken enthalten weiße bis dunkelgraue Bänder.
Etwa 1–2 % der Brocken, aus denen die 80 m starke Ablagerung des pyroklastischen Ausfalls besteht, stammen von der älteren Plinth Assemblage, da die energiereiche Eruptionssäule das den Plinth Peak umgebende Gestein emporschleuderte. Diese Bruchstücke sind im Vergleich zu den häufigen Bimsbrocken klein. Mindestens vier weitere kleinere Kristallkorntypen machen weniger als 1 % der Ablagerungen des pyroklastischen Ausfalls aus. Der häufigste ist ein irgendwie aufgeblasener grauer Typ, der in petrographischer Hinsicht den grauen Bimsbrocken ähnelt. Ignimbrit bildet einen weniger häufigen, aber genetisch eindeutigen weiteren Typ. Dazu gehören flache bis extrem runde Stücke von weißem Bims, die normalerweise  einen bis zehn Zentimeter Durchmesser haben und in eine rote bis violette, fein granulierte konsistente Matrix eingebettet sind. Ein weiterer Typ, bestehend aus extrem gerundetem, aber glazial zerlegtem Quarz-Monzonit, ist ein kleiner, weit verbreiteter Bestandteil der pyroklastischen Ablagerungen. Der höchstens vereinzelt auftretende Typ wird als erhitzter und verbrannter tonreicher Boden betrachtet. Alle vier kleineren Kristalltypen sind in den Ablagerungen weit verbreitet und nicht auf irgendeinen Teil der Ablagerungen beschränkt.
Starke Höhenwinde verfrachteten Material der Plinianischen Säule ostnordostwärts bis nach Alberta, 530 km vom Schlot entfernt, und lagerten die Asche dort ab. Diese weit verteilten Ascheablagerungen, die als Bridge River Ash bezeichnet werden, überlagern ältere Ascheablagerungen von anderen großen Ejektionen im Cascade Volcanic Arc wie die 3.400 Jahre alte Yn Tephra vom Mount St. Helens und die 6.800 Jahre alte Mazama Ash vom katastrophalen Zusammenbruch des Mount Mazama. Nach dem Zusammenbruch der Eruptionssäule lagerte eine gewaltige Glutlawine rundliche Bimsbrocken von 5 cm bis 1 m Durchmesser ab. Die Glutlawine verbrannte und begrub die bewaldeten Hänge des Mt. Meager. Überbleibsel dieser Katastrophe liegen südlich und östlich des Bridge River Vent entlang des Lillooet River an der Oberfläche. Im Gebiet des Schlotes beträgt die Mächtigkeit der Ablagerungen der Glutlawine zwischen 3 und 10 m.

#### Peléanische Phase
Nach der ersten Glutlawine wurde ein heißer Strom aus kantigen Blöcken und Asche aus der Wand eines sich aufbauenden Lavadoms ausgestoßen. Dieser ergab 5 m starke Ablagerungen aus brüchiger zusammengeschweißter Brekzie über denen der ersten Glutlawine. Die schmalen Klüfte zwischen den Blöcken und der Asche sind unregelmäßig bis kreisförmig, was darauf hindeutet, dass der Block-und-Asche-Strom schnell durch Wasser abgekühlt wurde. Diese Eigenschaften könnten der erste Hinweis auf eine Reaktion mit Wasser während der Eruption sein. Sie sind hauptsächlich nahe den 23 m hohen Keyhole Falls am Lillooet River zu finden. Die zusammengeschweißte Ablagerung aus Blöcken und Asche ist in eine graue verwitterte glasartige Matrix eingeschlossen.

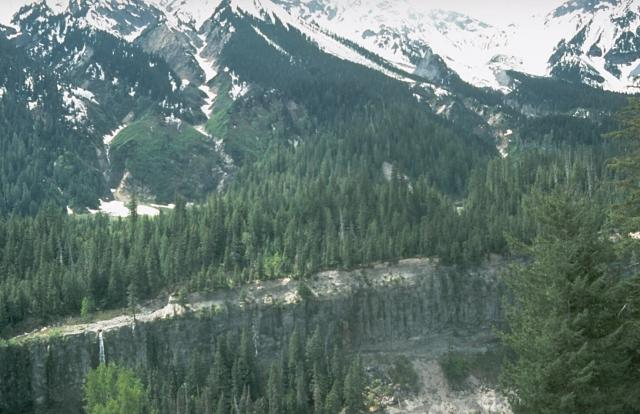
Die Ablagerungen einer Glutlawine bildet die Canyonwand im Vordergrund am Lillooet River. Der Bridge River Vent befindet sich in der rechten oberen Ecke.

Die zweite und letzte Glutlawine ging nieder, als eine weitere, gasreiche Magma-Masse ausgestoßen wurde. Diese hinterließ eine heute 7 m starke Ablagerung von Tephra auf einem früher abgelagerten Block- und Asche-Fluss. Im Gegensatz zu der ersten Glutlawine war die zweite kleiner und weniger energiereich; es wurde kein verbranntes Holz gefunden. Feinkörnige Vulkanasche, kristalline und felsige Bruchstücke bilden die Matrix für die Ablagerungen der zweiten Glutlawine.
Ein zweiter heißer Strom aus Blöcken und Asche wurde aus einer Wand des sich aufbauenden Lavadoms in das Tal des Lillooet River ausgestoßen und bildete einen natürlichen Damm von mindestens 100 m Höhe. Dieser Strom lagerte unregelmäßig zusammengeschweißte, monolithische und vitrophyrische Brekzie ab, die zwischen 100 m Dicke an den Keyhole Falls bis 15 m Dicke zwischen zwei weiter stromab gelegenen Fließgewässern aufweist. Etwa 50 % der Brekzie besteh aus dicken schwarzen glasartigen kantigen Blöcken aus porphyrischer Lava, von denen einige wellig gebändert sind. Die Größe der Brekzien-Einschlüsse reicht von wenigen Zentimetern bis etwa einen Meter. Unregelmäßig zusammengeschweißte Brekzien-Körner in den stärksten Ablagerungen in Nachbarschaft zu den Keyhole Falls enthalten graue Sphärolithe und Drusen.
Der dritte und letzte Strom aus Blöcken und Asche lagerte mehr als 50 m dicke Brekzie ab. Er wurde gleichfalls aus einer Wand des Lavadoms ausgestoßen. An den meisten Stellen ist die Ablagerung stark erodiert und bildet rezessiv verwitterte Hänge, die mit Vegetation bedeckt sind.

#### Zusammenbruch des natürlichen Staudamms
Das Aufstauen des Lillooet River durch den zweiten Strom aus Blöcken und Asche führte zur Bildung eines Sees. Dieser See füllte sich weiter, als der dritte Strom ausgestoßen wurde und erreichte schließlich eine maximale Wasserspiegelhöhe von 810 m und eine Tiefe von mindestens 50 m. Als der See weiter durch den Zustrom des Lillooet River anschwoll, stürzte der nur schwach zusammengeschweißte und erhärtete Damm zusammen; in einer katastrophalen Megaflut stürzte das Seewasser das Pemberton Valley hinab. Riesige vulkanische Blöcke aus dem Damm wurden bis zu 3,5 km stromab geschwemmt, wo sie in wassergesättigtem Schutt abgelagert wurden.

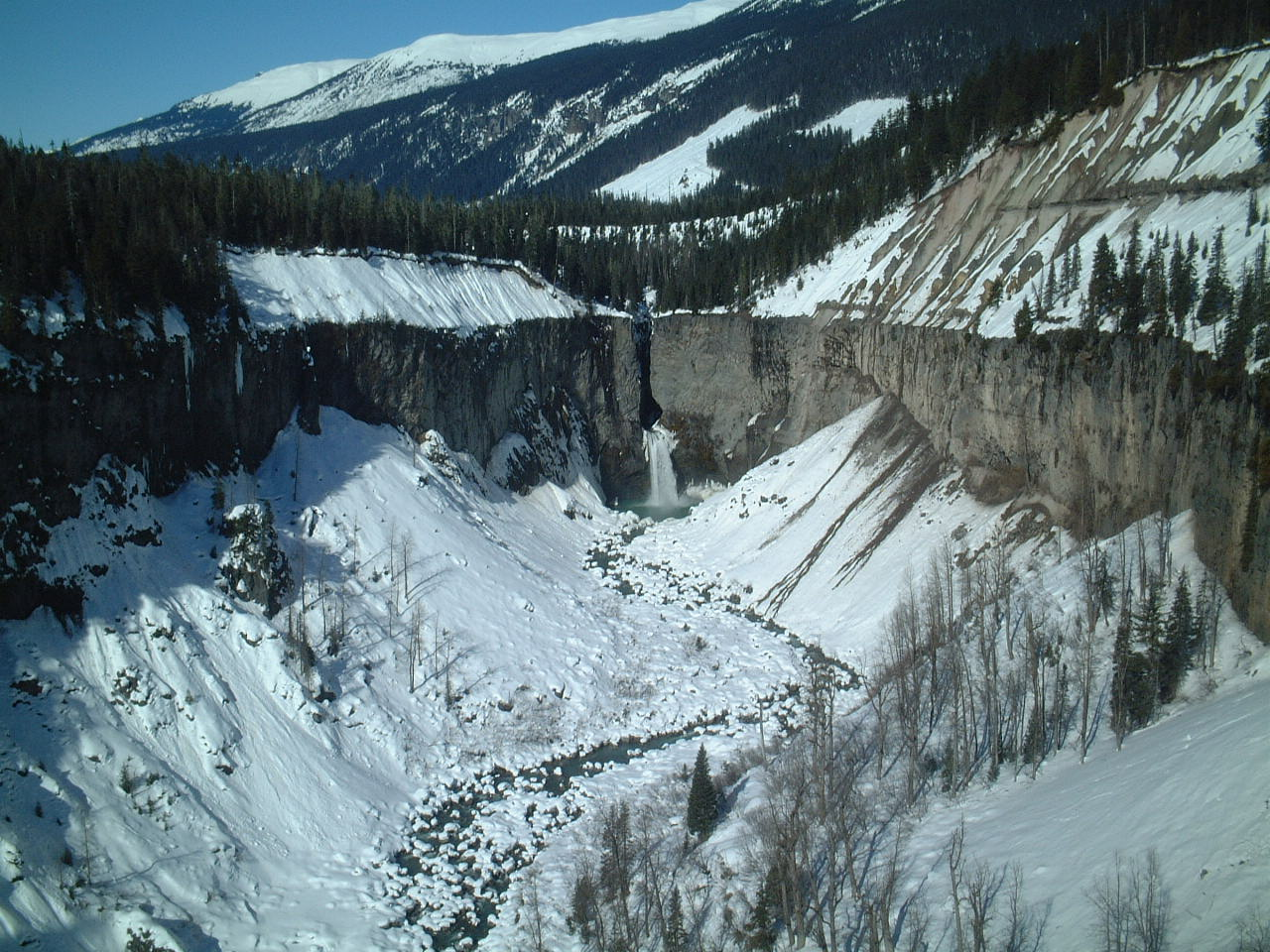
Ein Bild von den Keyhole Falls; die Klippe im Vordergrund besteht aus zusammengeschweißter Brekzie, welche den Hauptanteil des natürlichen Staudamms bildete, jedoch von Fluten während der Eruption vor etwa 2.350 Jahren erodiert wurde.

Davon abgesehen war der natürliche Staudamm immer noch heiß und wenig erhärtet, als die Fluten rasch durch das pyroklastische Material strömten. Die rezessive Erosion des Damms schuf einen 500 m breiten und 2 km langen Canyon. Die Flut war stark genug, um vulkanische Blöcke 30 m oberhalb der vorher existierenden Talsohle 5,5 km flussab zu hinterlassen. Sie war jedoch weder langanhaltend noch mächtig genug, um die Erosion durch die gesamte Abfolge pyroklastischen Materials zu ermöglichen. Die nachfolgende Erosion durch den Lillooet River schuf eine 10 m breite und 30 m tiefe Schlucht im maßgeblichen Teil des Damms von den Keyhole Falls flussab.

#### Extrusion eines Lavaflusses
Die finale Ereignis der Eruption war die Extrusion eines kleinen glasartig verdickten dazitischen Lavastroms. Obwohl er stark von Vegetation überwuchert ist, ist seine ursprüngliche Form immer noch gut erhalten. Dieser Lavastrom war arm an vulkanischem Gas, was anzeigt, das allenfalls kleinere Explosionen erfolgten, während er ausgestoßen wurde. Der Strom ist 2 km lang und variiert in der Dicke zwischen 15 und 20 m. Die südliche Grenze des Lavastroms kühlte in gut erhaltenen Lavasäulen aus. Die anschließende Erosion des Lavastroms durch den Fall Creek schuf einen Wasserfall.

### Spätere Eruptionen
J. A. Westgate von der University of Toronto nahm 1977 an, dass eine kleinere Eruption am Bridge River Vent nach der vor 2.350 Jahren stattgefunden haben könnte, welche Tephra in Richtung Südosten ausstieß. Eine Tephra-Ablagerung, welche die Bridge River Ash am Otter Creek überlagert, zeigt starke genetische Beziehungen mit der Bridge River Ash und weicht lediglich dadurch von dieser ab, dass Biotit fehlt. In früheren Publikationen wird diese Tephra als Teil der Bridge River Ash angesehen. Sie wurde jedoch mithilfe der Radiokarbonmethode auf ein Alter von 2.000 Jahren datiert, was anzeigt, dass diese Tephra einige Jahrhunderte jünger wäre als die Bridge River Ash. Das offensichtliche Fehlen von Biotit und die Ablagerung weit südlich der Bridge River Ash legen jedoch ebenso einen anderen Ursprung nahe.